# 国立応用科学院レンヌ校
国立応用科学院レンヌ校（仏Institut National des Sciences Appliquées de Rennes）は、フランスの工学系グランゼコールのひとつ国立応用科学院の5校ネットワークの一つで、イル＝エ＝ヴィレーヌ県レンヌに1966年に設立された。略称 INSA Rennes（インサ・レンヌ）。フランス教育省が所管する。

## 修学内容
フランスの高等教育機関は、4年で学士、2年で修士、3年で博士課程を想定している日本のものとは大変異なる。5年間のカリキュラムを通じ、日本で修士に相当する学位が取得可能。

## 専攻分野
- 情報工学（Informatique）
- 機械工学（Génie mécanique et automatique）
- 土木工学と都市計画（Génie civil urbanisme）
- 電子工学（仏Électronique informatique industrielle）
- マテリアル工学とナノテクノロジー（Matériaux et nanotechnologies）
- 通信工学と電波工学（Électronique et systèmes de communication）